# إيه جي إم-88 هارم
إيه جي إم-88 هارم (بالإنجليزية: AGM-88 HARM)‏: صاروخ جو-أرض تكتيكي وعالي السرعة، ومضاد للإشعاعات وللرادار، صمم لتتبع اشارات البث الإلكترونية القادمة من أنظمة الرادار التي تعمل من الأرض للجو. طور أصلا من قبل شركة تكساس إنسترومنتس كبديل لصاروخ إيه جي إم-45 شرايك (AGM-45) وصاروخ إيه جي إم-78 ارم (AGM-78 ARM) ستاندرد النظام. وقد اتخذ الإنتاج في وقت لاحق من قبل أكثر من شركة رايثيون عندما اشترت إنتاج الأعمال الدفاعية من تكساس إنسترومنتس.

## مشغلون

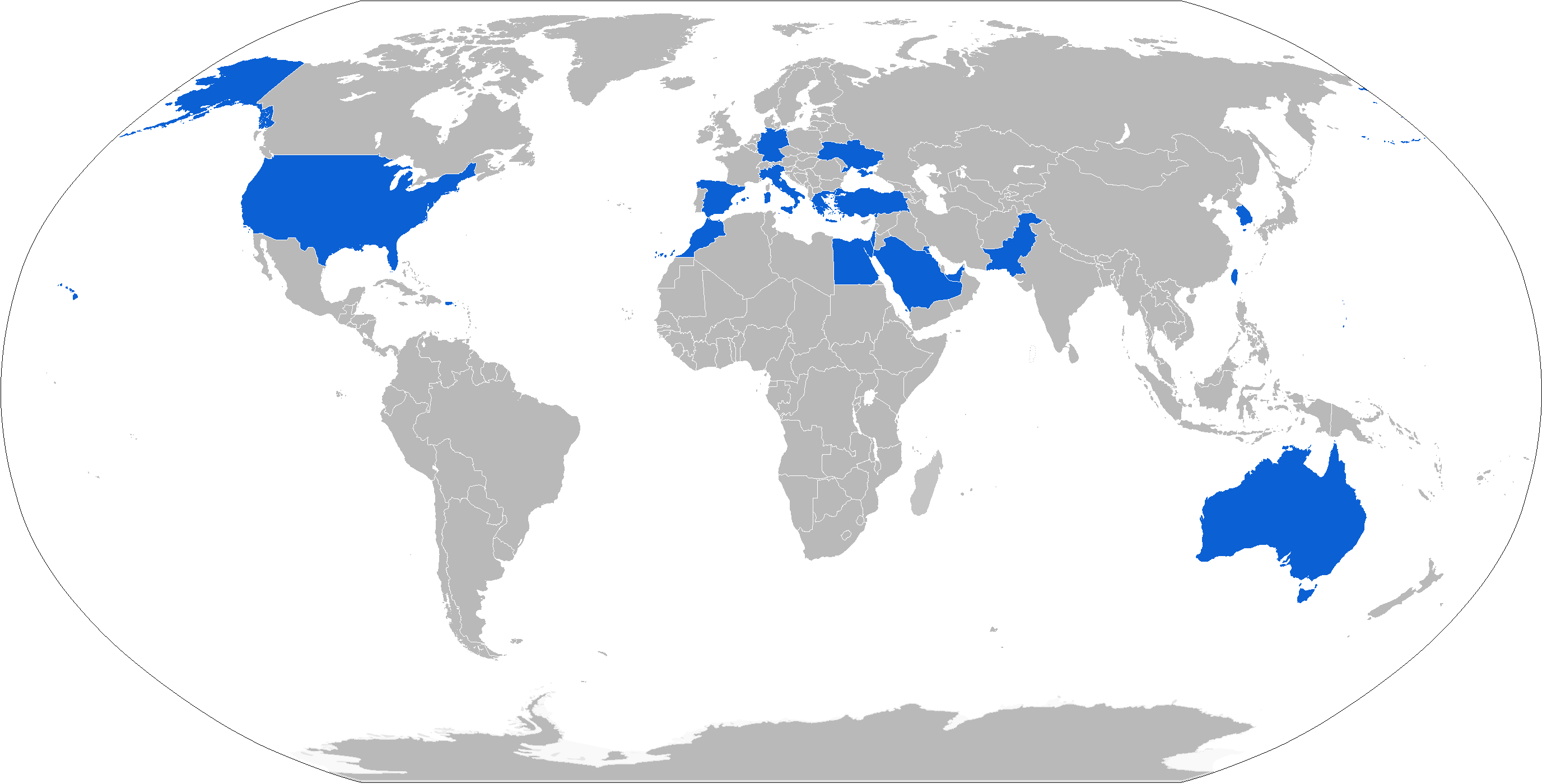
خريطة مشغلون هارم باللون الأزرق

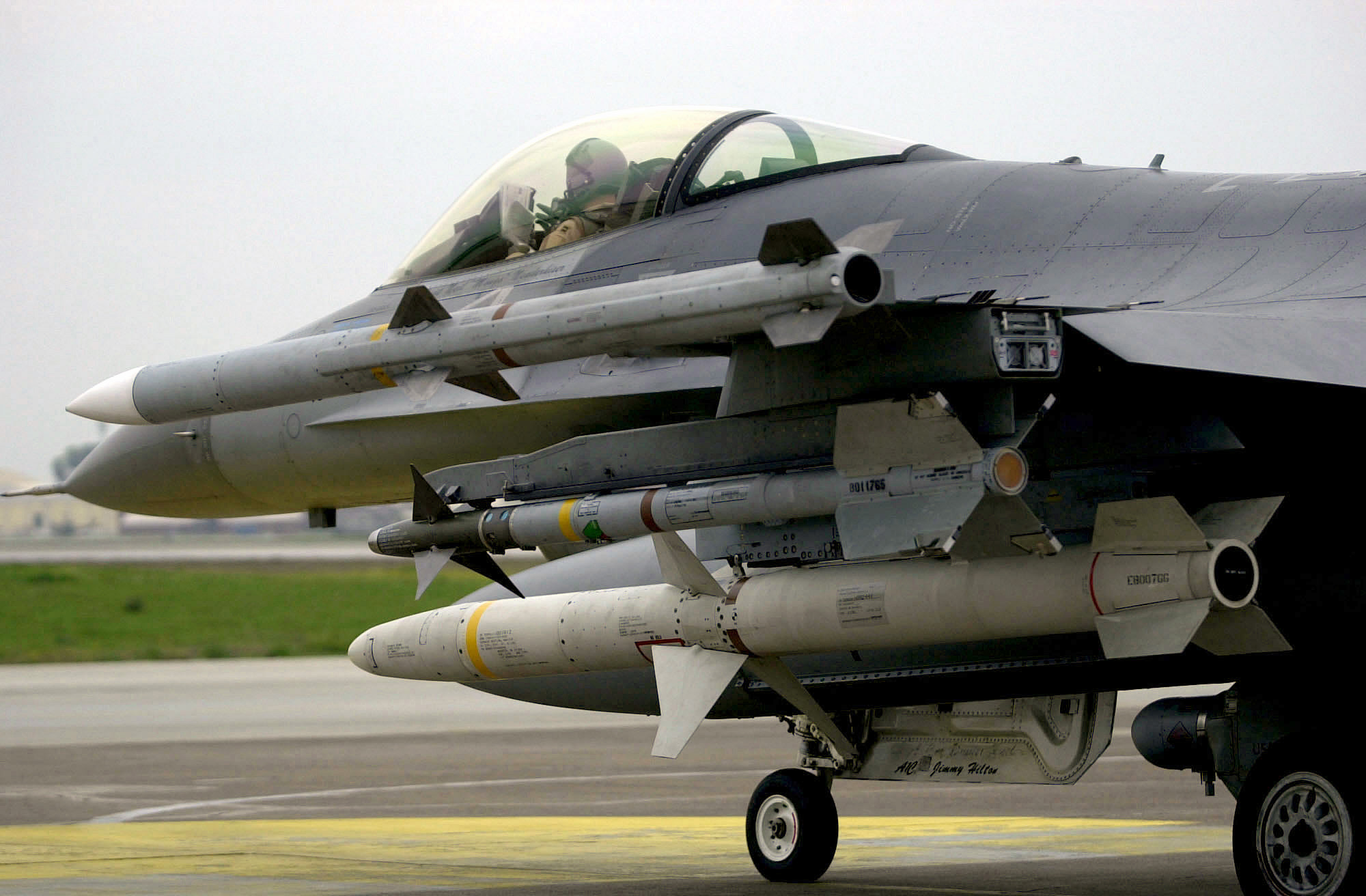
جنرال دايناميكس إف-16 فايتينغ فالكون carrying an إيه آي إم-120 أمرام (top), إيه آي إم-9 سايدويندر (middle) and AGM-88 HARM

### مشغلون حاليون
- أستراليا: طلبت (AGM-88E) ليستخدم من على بوينغ إي إيه-18جي غرولير.[2]
- مصر
- ألمانيا[3]
- اليونان
- باكستان
- إسرائيل
- إيطاليا: AGM-88E variant.
- الكويت
- كوريا الجنوبية .
- السعودية
- إسبانيا[3]
- تايوان
- المغرب
- تركيا
- الإمارات العربية المتحدة
- الولايات المتحدة:
  - بحرية الولايات المتحدة
  - القوات الجوية الأمريكية
  - قوات مشاة بحرية الولايات المتحدة[4]